# Katrin Stoičkova
Katrin Kirilova Stoičkova (in bulgaro Катрин Кирилова Стоичкова?; Sofia, 14 novembre 1999) è una cestista bulgara.
Guardia tiratrice di 177 cm, ha giocato in Serie A1 con Empoli.